# Гаманець
Гамане́ць, гама́н, кали́тка, також — портмоне́ (від фр. porte-monnaie — «мішечок для монет»), діал. пуля́ре́с, діал. мошо́нка — невеликий порожнистий або плаский предмет (первісно мішечок), найчастіше зі шкіри або тканини; призначений для носіння грошей.
Монетниця — відділення гаманця для монет або окремий гаманець для монет.

## Різновиди
- Нагрудний гаманець (англ. breast wallet) — для нагрудної кишені. Портмоне великого розміру, у яке складають банкноти не згинаючи;
- У два складання (bi-fold wallet). Класичний гаманець, у якому банкноти складаються навпіл;
- У три складання (tri-fold wallet). Має два місця згину, тому банкноти в ньому згинаються у три складання;
- Капшу́к — гаман у формі торбинки, що затягується шнурком, переважно для зберігання грошей, тютюну і таке інше[7];
- Клатч (clutch wallet, від англ. clutch — «заскочка, кнопка»). Гаманець, який використовують у більшості випадків жінки. Клапан гаманця може фіксуватися як на кнопку, так і на блискавку;
- Тревелер (travel wallet — «подорожній гаманець»). Великий гаманець для подорожей. Закривається на блискавку. Завдяки своїм розмірам може уміщувати в собі не тільки гроші, а і документи, квитки та інші речі мандрівника[8].

## Історія
Перші гаманці являли собою тканинні або шкіряні мішечки для монет, їх називали зазвичай гамана́ми (це слово також вживалося і щодо мішечків для тютюну).

## Прислів'я

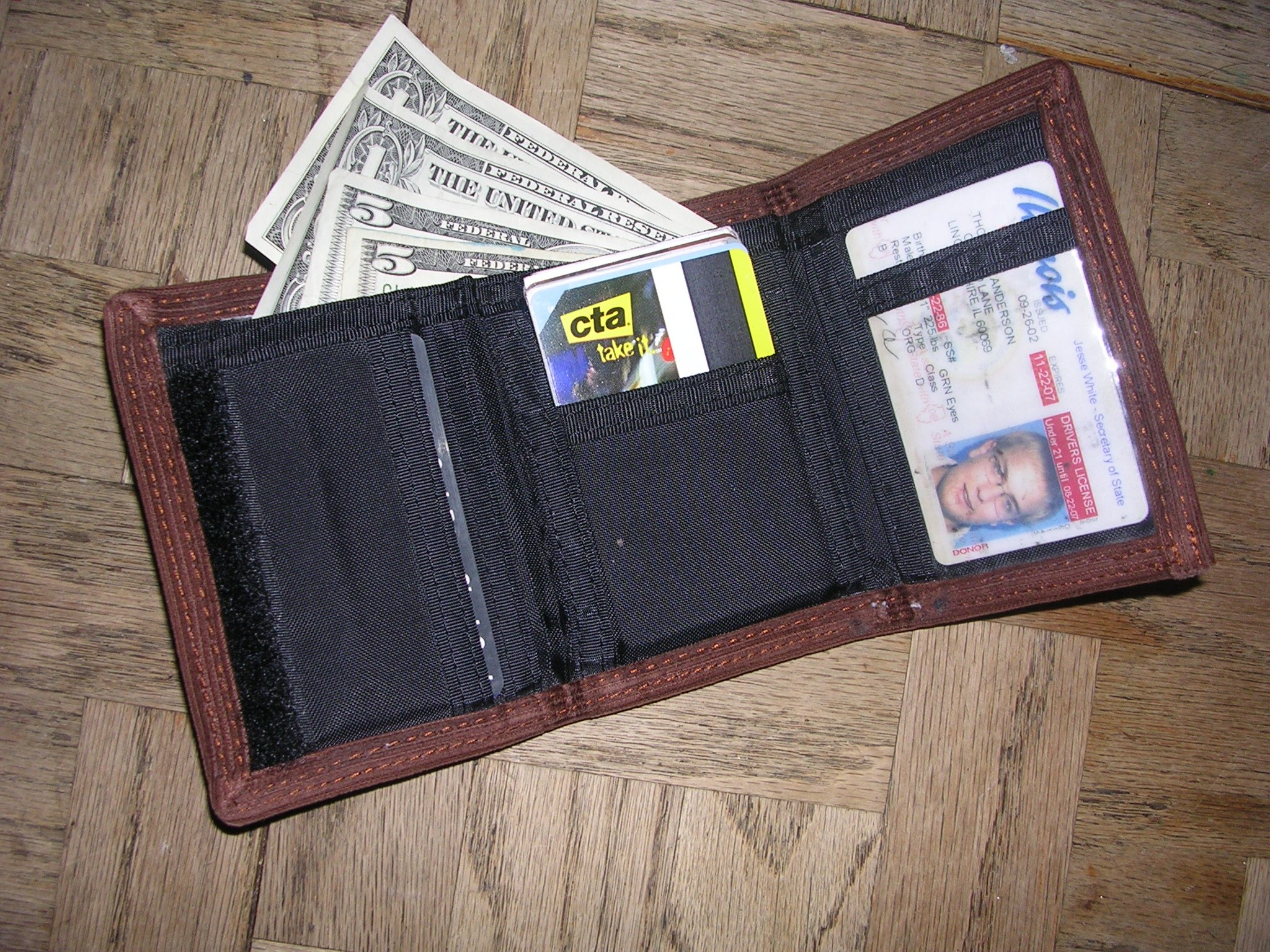
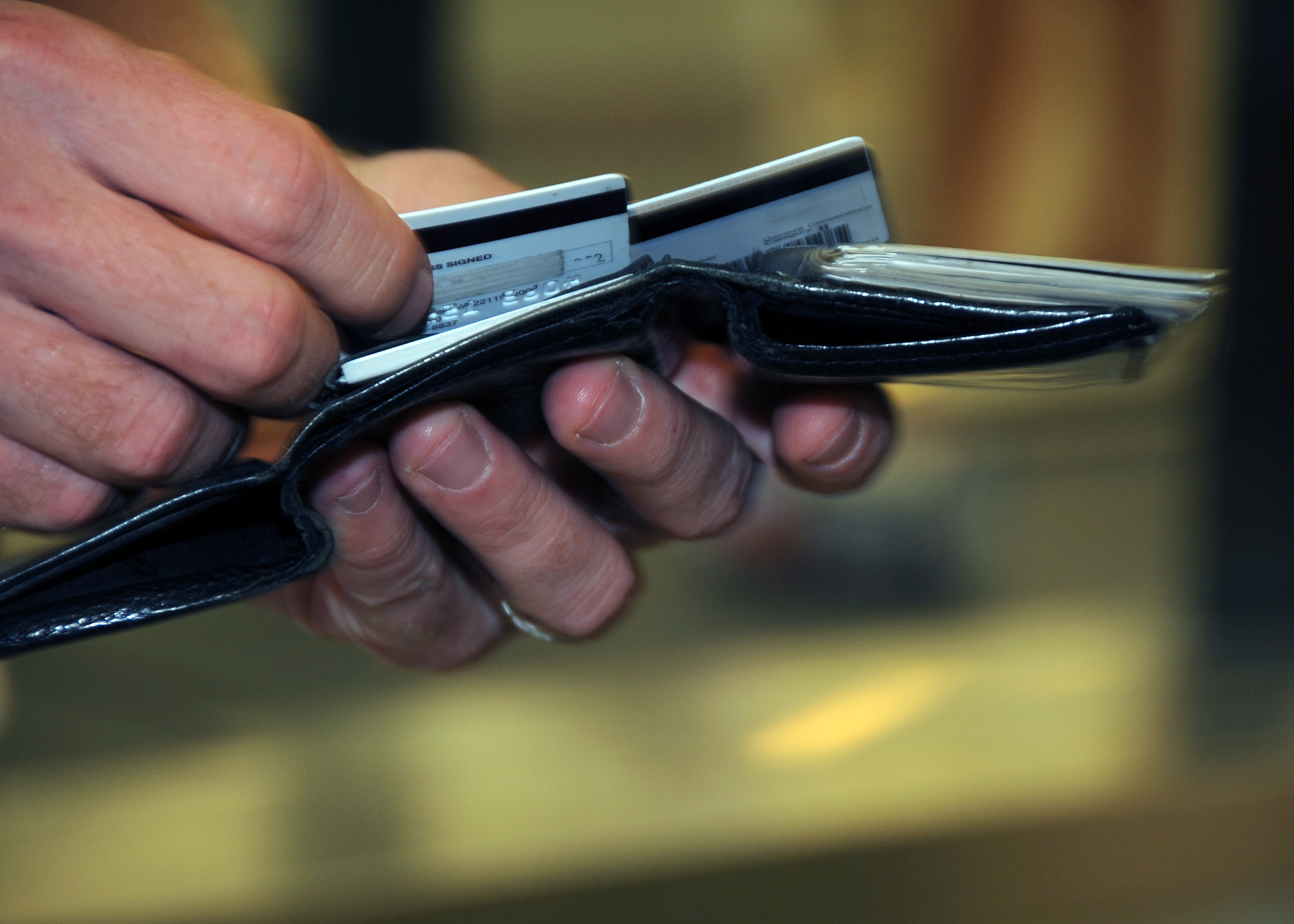
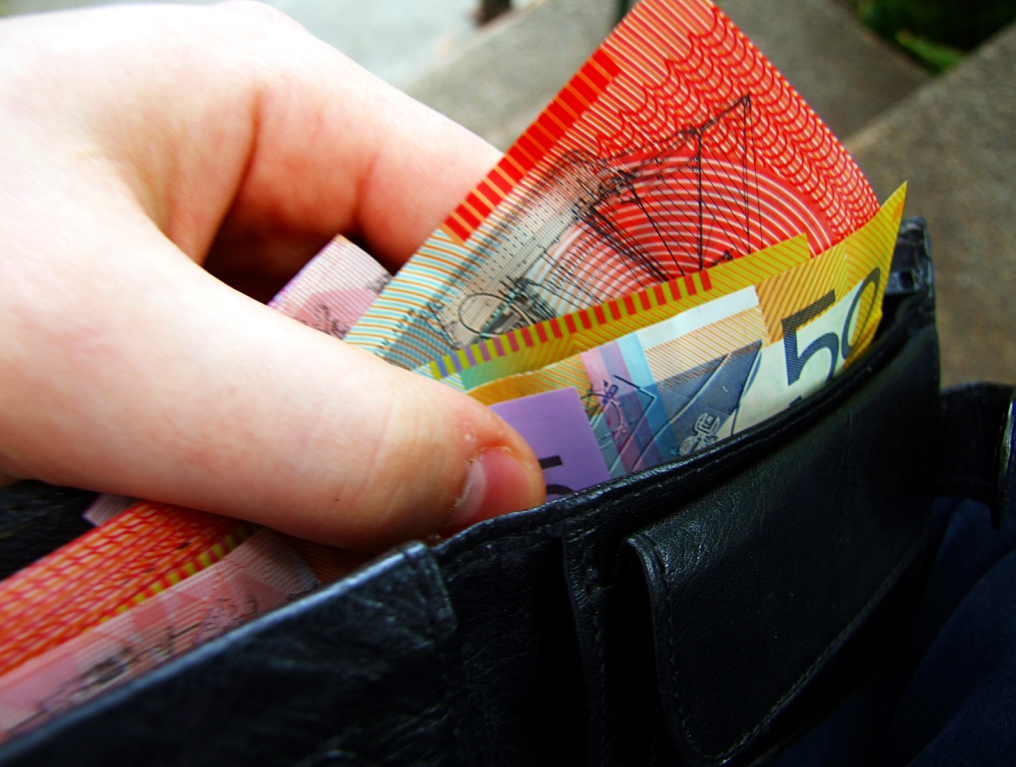
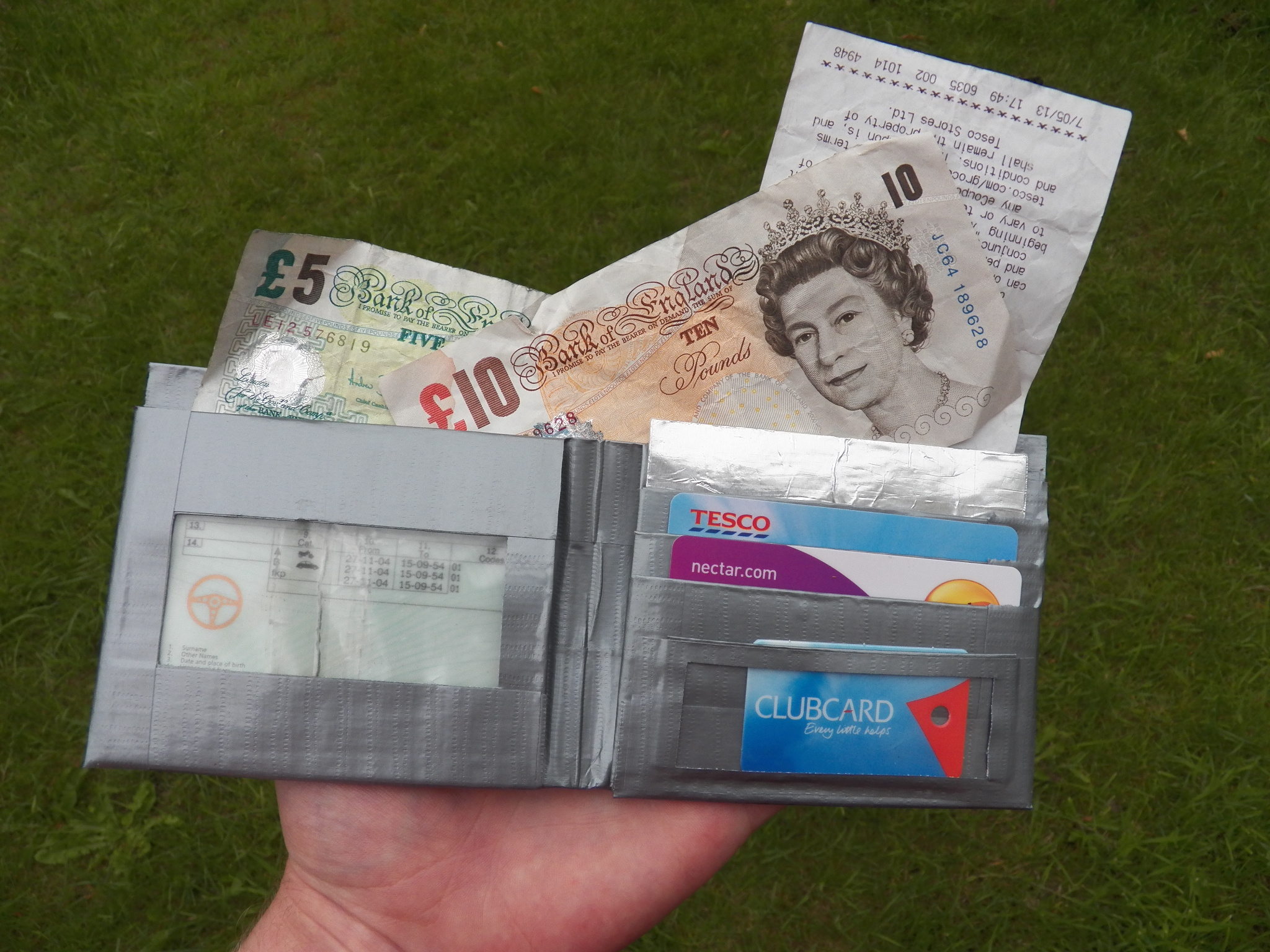

- У кого гаманець товстий, у того розмова проста
- Він ласий хапунець на чужий гаманець
- Перевів гаманець на тютюнець
- Кому мрець, а попові гроші в гаманець
- Слова не кажи, а гаманець покажи
- Гаманець — добрий слуга, але поганий хазяїн
- Дешева річ — як порожній гаманець
- Коли гаманець легкий — на душі важко (російське прислів'я)
- Дарма гребтись у гаманці, коли там порожньо (лужицьке прислів'я)
- Гаманець без грошей — клапоть шкіри (єврейське прислів'я)
- Дім — це золото, а земля — гаманець (іспанське прислів'я)
- Поки в гамані чують — доти й шанують, а в гамані пусто — то й шани не густо